# Инсталл
«Инсталл» (яп. インストール инсуто:ру) — полнометражный фильм японского режиссёра Катаоки Кэя по мотивам одноимённого романа Рисы Ватая. Премьера состоялась 20 мая 2004 на 57-м Каннском кинофестивале во Франции.

## Сюжет
Главную героиню зовут Асако Нодзава, ей 17 лет, она школьница старших классов. Изо дня в день она ходит в школу по одной и той же дороге, одевается в одну и ту же одежду. Все это её ужасно раздражает, и однажды она понимает, что у неё просто нет цели в жизни. Одноклассник советует ей сделать перерыв и не ходить в школу некоторое время, так она и поступает. Дома от безделья она решает убраться в своей комнате и выбрасывает на помойку все свои вещи, в том числе старый компьютер (фирмы Apple), который достался ей как подарок от ныне уже покойного дедушки. У мусорных контейнеров она знакомится с 9-летним мальчиком Кадзуёси Аоки, после чего они становятся друзьями. Он предлагает ей измениться (всё равно же ей нечего делать).
Аоки занимается тем, что в Интернете помогает одной домохозяйке поддерживать общение в чате, но так как из-за школы он не всегда может находиться у компьютера, то просит об этом у Асако, она соглашается и так начинается её новая жизнь.